# 愛の迷い子
「愛の迷い子」（あいのまよいご）は、1974年12月21日に発売されたアグネス・チャンの8枚目のシングル。

## 解説
1975年の『第26回NHK紅白歌合戦』に3年連続3回目の出場を果たしたが、翌1976年に日本での芸能活動を一時休止したこともあり、それが最後の紅白出演となっている。

## 収録曲
- 全曲作詞：安井かずみ／作曲：平尾昌晃／編曲：馬飼野俊一

1. 愛の迷い子 (3分27秒)
2. まごころ (3分00秒)